# Under samma tak
Under samma tak (originaltitel: All in the Family) är en amerikansk situationskomediserie som sändes ursprungligen på CBS från den 12 januari 1971 till den 8 april 1979, totalt 205 avsnitt fördelat över nio säsonger.
Serien är baserad på den brittiska situationskomediserien Till Death Us Do Part (1965–1975) och producerades av Norman Lear och Bud Yorkin. Huvudrollerna spelas av Carroll O'Connor, Jean Stapleton, Sally Struthers och Rob Reiner.

## Rollista
- Carroll O'Connor – Archie Bunker
- Jean Stapleton – Edith (Baines) Bunker
- Rob Reiner – Michael "Meathead" Stivic
- Sally Struthers – Gloria Stivic
- Mike Evans – Lionel Jefferson
- Isabelle Sanford – Louise Jefferson
- Sherman Hemsley – George Jefferson

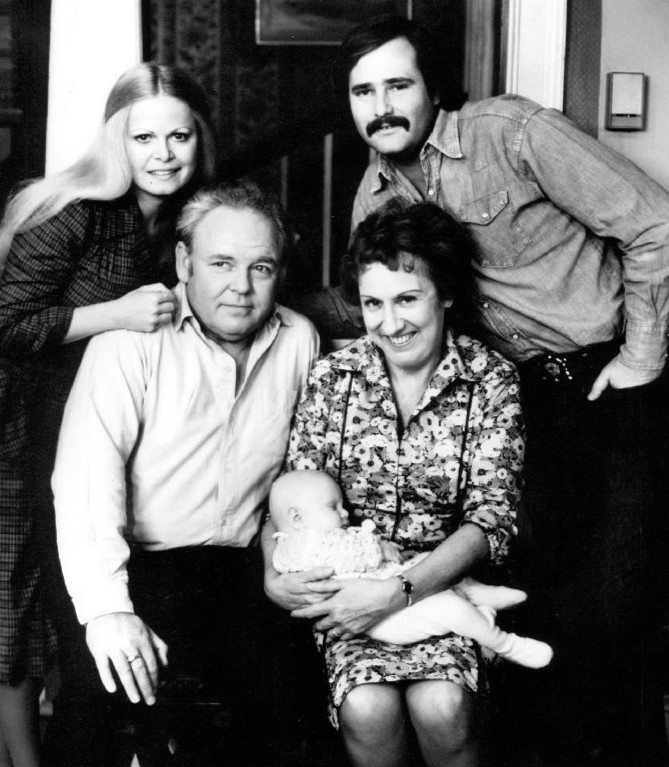
Seriens huvudpersoner, 1976.
Stående: Gloria (Sally Struthers) och Michael (Rob Reiner).
Sittande: Archie (Carroll O'Connor) och Edith (Jean Stapleton).

- Betty Garrett – Irene Lorenzo